# Síndrome de Geschwind
A síndrome de personalidade interictal, popularizada como síndrome de Geschwind, também conhecida como Gastaut-Geschwind, é um grupo de fenômenos comportamentais evidentes em algumas pessoas com epilepsia do lobo temporal. Ela está nomeada por um dos primeiros indivíduos a categorizar os sintomas, Norman Geschwind, que publicou prolificamente sobre o tema de 1973 a 1984. Há controvérsia em torno de saber se é um verdadeiro distúrbio neuropsiquiátrico. A epilepsia do lobo temporal causa alterações crônicas, leves e interictais (ou seja, entre crises) na personalidade, que se intensificam lentamente ao longo do tempo. A síndrome de Geschwind inclui cinco alterações primárias; hipergrafia, hiper-religiosidade, sexualidade atípica (geralmente reduzida), circunstancialidade e vida mental intensificada. Nem todos os sintomas devem estar presentes para um diagnóstico. Apenas algumas pessoas com epilepsia ou epilepsia do lobo temporal apresentam características da síndrome de Geschwind.

## Características

### Hipergrafia
A hipergrafia é a tendência para escrita ou desenho extenso e compulsivo, e foi observada em pessoas com epilepsia do lobo temporal que sofreram múltiplas convulsões. Aqueles com hipergrafia mostram extrema atenção aos detalhes em seus textos. Alguns desses pacientes mantêm diários registrando detalhes meticulosos sobre sua vida cotidiana. Em certos casos, esses escritos demonstram extremo interesse em tópicos religiosos. Além disso, esses indivíduos tendem a ter caligrafia ruim. O romancista Fyodor Dostoyevsky mostrou sintomas da síndrome de Geschwind, incluindo hipergrafia. Em alguns casos, a hipergrafia pode se manifestar com desenho compulsivo. Desenhos de pacientes com hipergrafia exibem repetição e um alto nível de detalhe, às vezes transformando a escrita com o desenho.

### Hiperreligiosidade
Alguns indivíduos podem exibir hiperreligiosidade, caracterizada por sentimentos religiosos e interesses filosóficos aumentados, geralmente intensos, e pacientes com epilepsia parcial (lobo temporal), com auras frequentes de tipo numinoso têm maior espiritualidade ictal e interictal. Algumas auras incluem experiências extáticas. Foi relatado que muitos líderes religiosos exibem essa forma de epilepsia. Esses sentimentos religiosos poderiam motivar crenças em qualquer religião, incluindo o vodu, cristianismo, o islamismo e outros. Além disso, a síndrome de Geschwind "em alguém de um contexto fortemente religioso, a hiperreligiosidade pode aparecer como um ateísmo profundamente sentido". Há relatos de pacientes que se convertem entre religiões. Alguns pacientes internalizam seus sentimentos religiosos: quando perguntados se são religiosos, dizem que não são. Um revisor concluiu que a evidência de uma ligação entre epilepsia do lobo temporal e hiperrreligiosidade "não é tremendamente convincente".

### Sexualidade atípica
Pessoas com síndrome de Geschwind relataram maiores taxas de sexualidade atípica ou alterada. Em aproximadamente metade dos indivíduos afetados é relatada hipossexualidade. Menos comumente, casos de hipersexualidade foram relatados.

### Circunstancialidade
Indivíduos que demonstram circunstancialidade (ou viscosidade) tendem a continuar conversando por um longo tempo e a falar receptivamente.

### Vida mental intensificada
Os indivíduos podem demonstrar uma vida mental intensificada, incluindo respostas cognitivas e emocionais aprofundadas. Essa tendência pode emparelhar com a hipergrafia, levando a uma produção criativa prolífica e a uma tendência a atividades solitárias intensas.